# De Correspondent
De Correspondent är ett holländskt webbaserat reportage- och samhällsmagasin som är gräsrotsfinansierat. Det grundades hösten 2013 efter att ha lyckats samla in en miljon euro från 20 000 givare på åtta dagar. Magasinet vill göra reportage om, och förklara, långsiktiga strukturförändringar i samhället och omvärlden. Det har filosofin att nyheter beskriver undantagen i dessa sammanhang och att det är bättre att vara öppet subjektiv istället för att vara låtsat objektiv.

## Historik
Journalisterna Rob Wijnberg och Ernst-Jan Pfauth arbetade på det holländska medieföretaget NRC Media som redaktionschef för företagets morgonsatsning respektive redaktionell chef på webbversionen. De diskuterade och provade användargenerade nyheter och beslutade sig för att satsa på ett gräsrotsfinansierat samhällsmagasin. De slutade på företaget och Rob Wijnberg berättade om satsningen i TV och att den skulle bli verklighet om de kunde samla in en miljon euro. Halva summan samlades in under första dygnet och efter 8 dagar var målet uppnått med hjälp av 15 000 medlemmar och givare.
Tidningen är reklamfri och finansieras med medlemskap. Medlemmarna betalar minst 60€ (2017) per år och uppmanas att dela artiklarna via sociala medier. Mottagarna får då en fullt läsbar artikel, men för att se kommentarer och klicka in till andra artiklar måste de vara medlemmar.
Magasinet har 21 heltidsanställda journalister (2017) och har inlett ett samarbete med New York University för att lansera tidningen med amerikanska journalister och medlemmar i USA.

## Manifest
De lanserade satsningen med 12 punkter, som de sedermera refererar till som manifest, där de, översatt från engelska, fastställer att De Correspondent ska:
1. vara ett motgift till nyhetsdreven
2. utmana förenklingar och stereotyper
3. vara öppet subjektiv
4. vara konstruktiva genom att inte bara beskriva problemet utan att också visa lösningar
5. aktivt involvera medlemmarna i journalistarbetet
6. vara fri från annonser och reklam
7. attrahera likasinnade och inte målgupper
8. åta sig en långsiktig relation med sina medlemmar
9. inte sträva efter maximerad vinst
10. sträva efter maximal mångfald
11. stå upp för medlemmarnas privata integritet
12. vara ambitiös i sina egna ideal men blygsam i sina krav på övrig massmedia